# Харари, Хаим
Хаим Харари (род. 18 ноября 1940 года) — израильский физик-теоретик, лауреат Премии Израиля, академик. Сын израильского политика Изхара Харари. Написал книгу A View from the Eye of the Storm: Terror and Reason in the Middle East (HarperCollins, 2005) о ближневосточной проблематике, основанную на его же речи 2004 года.

## Биография
Родился в Иерусалиме. Свои научные степени получил в Еврейском университете. После получения Ph.D в 1967 году он стал самым молодым профессором Института Вейцмана с момента его основания. В 1974 стал сооснователем национального проекта «Перах». Харари внёс вклад в физику элементарных частиц.

## Награды
- Премия Ротшильда по физике
- Премия Израиля (1989)
- Медаль Харнака (2001)
- Премия ЭМЕТ (Израиль, 2004)
- Командор ордена «За заслуги перед Федеративной Республикой Германия»
- Золотой крест Нижней Австрии (2011)
- Большой серебряный почётный знак «За заслуги перед Австрийской Республикой» (2021)[4]